# Katholische Akademie in Bayern
Die Katholische Akademie in Bayern, gelegen in München-Schwabing am Englischen Garten, wurde 1962 als Kirchliche Stiftung des öffentlichen Rechts gegründet. Träger der formal eigenständigen Einrichtung sind alle bayerischen Bistümer (die Erzdiözesen München und Freising sowie Bamberg und die Bistümer Augsburg, Eichstätt, Passau, Regensburg und Würzburg), die auch den Großteil der Finanzierung gemeinsam tragen.
Die Unabhängigkeit der inhaltlichen Arbeit wird durch Satzungsorgane gewährleistet: Drei „Räte“ (s. u. Gremien) entsenden jeweils durch Wahl drei Mitglieder in die „Akademieleitung“, das höchste beschließende Organ unter Vorsitz des Direktors, das mindestens dreimal im Jahr tagt und alle wichtigen strategischen Entscheidungen trifft. Die operative (Gesamt-)Leitung liegt beim Direktor der Akademie. Seit 2019 ist das Achim Budde, seine Vorgänger waren Florian Schuller (2000–2018), Franz Henrich (1967–2000) und Karl Forster (1957–1967).

## Zweck und Aufgabe

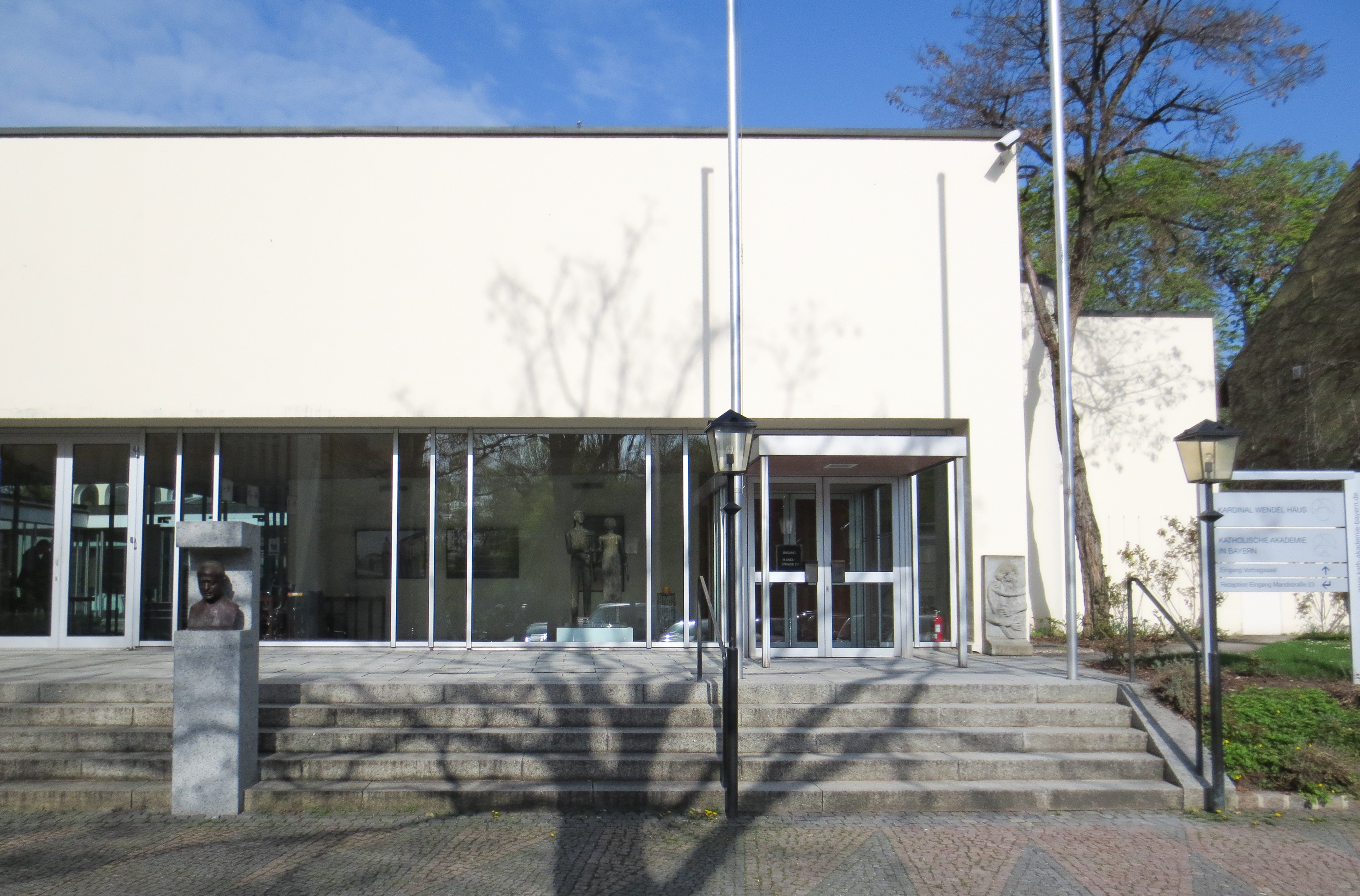
Kardinal-Wendel-Haus

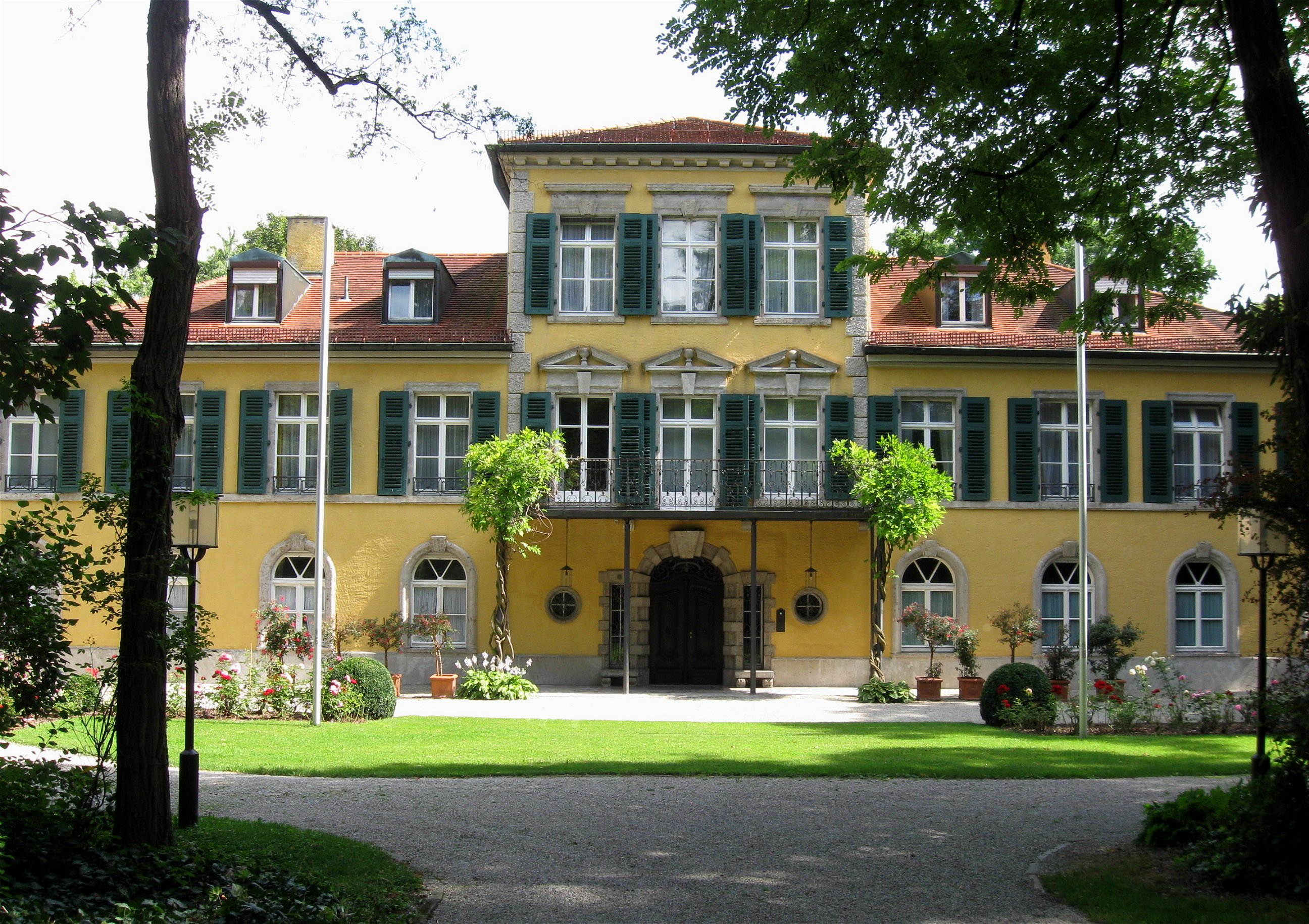
Schloss Suresnes

Satzungsgemäß hat die Akademie die Aufgabe, „die Beziehungen zwischen Kirche und Welt zu klären und zu fördern“. Dazu führt sie Tagungen und Abendveranstaltungen durch, die die gesamte Bandbreite einer Thematik erfassen, Differenzierungen vornehmen und so zur intellektuellen Debatte führen sollen. Das Themenspektrum gliedert sich heute in sechs Bereiche: 1. Theologie, Kirche, Spiritualität. 2. Geschichte. 3. Naturwissenschaften, Medizin, Technik. 4. Kunst, Kultur. 5. Gesellschaft, Wirtschaft, Politik. 6. Philosophie, Humanwissenschaften. Viele Themen werden aber bereichsübergreifend behandelt. Bei fast allen Angeboten ist auch eine digitale Teilnahme möglich.

## Gremien
Die Katholische Akademie in Bayern verfügt über mehrere Gremien. Diese haben folgende Aufgaben:
- der Wissenschaftliche Rat die „wissenschaftliche Vertiefung des katholischen Weltverständnisses“,
- der Allgemeine Rat die „Begegnung von Glaube und Welt im gegenseitigen Austausch“ und
- der Bildungsausschuss die „Förderung der katholischen Bildungsarbeit“ (nach §2 der Satzung).

Daher arbeiten im Allgemeinen Rat Persönlichkeiten aus Bundes-, Landes- und kommunaler Politik, aus Wissenschaft und Kunst sowie aus Wirtschaft und Kirche mit. Im Wissenschaftlichen Rat der Akademie versammeln sich 24 Professorinnen und Professoren bayerischer Universitäten, um die Akademie über Neuerungen aus ihren Fachbereichen zu informieren. Der Bildungsausschuss schließlich verzahnt die Arbeit der Katholischen Erwachsenenbildung in Bayern mit derjenigen der Akademie.

## Dokumentation
Die Veranstaltungen werden seit 1970 in der eigenen Zeitschrift „zur debatte“ dokumentiert (Druck-Auflage ca. 8.500, Online-Abrufe jeweils in ähnlicher Größenordnung) und allen Interessierten zur Verfügung gestellt. In einer umfangreichen Mediathek d-nb.info sind die meisten Veranstaltungen auch digital als Text, Audio, Video oder Podcast abrufbar. Den beiden YouTube-Kanälen mit insgesamt über einer Million Aufrufen folgen jeweils mehrere Tausend Abonnenten.
Außerdem war die Akademie Herausgeber der über 200 Bände umfassenden Schriften der Katholischen Akademie in Bayern (im Düsseldorfer Verlag Patmos).

## Tagungszentrum und Gästehaus
Des Weiteren betreibt die Katholische Akademie in Bayern auch ein Tagungszentrum, das externen Anbietern für eigene Veranstaltungen zur Verfügung gestellt werden kann, und einen eigenen Hotelbetrieb mit insgesamt 41 Gästezimmern. Diese Zimmer sind sowohl im Schloss (10 Zimmer) wie im Kardinal-Wendel-Haus (31 Zimmer) untergebracht. Tagungsgebäude der Akademie sind das Kardinal-Wendel-Haus, der Viereckhof und Schloss Suresnes. Dieser Geschäftsbetrieb ist zugleich die zweitgrößte Säule der Finanzierung der Akademie.

## Geschichte
Zu Beginn des Jahres 1953 unterzeichnete der Erzbischof von München und Freising, Joseph Wendel, eine Absichtserklärung, in oder bei München eine katholische Akademie für alle bayerischen Diözesen ins Leben zu rufen. Zur Realisierung wurde im darauffolgenden Jahr der „Verein der Freunde der katholischen Akademie“ gegründet.
Unter dem Vorsitz Kardinal Wendels begann 1956 ein vorbereitendes Kuratorium seine Arbeit, um das geistige Konzept und das vorläufige Statut der Akademie zu beraten. Helmut Ibach wurde zum vorläufigen Vorsitzenden des Kuratoriums berufen. Bereits Ende des Jahres legte das Kuratorium einen Statuten-Entwurf für eine Katholische Akademie in Bayern vor. Am 3. Januar 1957 wurde Karl Forster einstimmig vom Kuratorium zum ersten Direktor der Katholischen Akademie in Bayern gewählt und von Kardinal Wendel in dieses Amt berufen. Knapp vier Wochen später fand der festliche Gründungsakt der Akademie in der Aula der Universität München statt. Kardinal Wendel umriss Sinn und Aufgabenfeld der Akademie und Professor Romano Guardini hielt den Festvortrag zum Thema „Die Kultur als Werk und Gefährdung“.
Zudem konnte bereits im November 1960 die Grundsteinlegung durch Weihbischof Johannes Neuhäusler auf dem von der Erzdiözese München und Freising zur Verfügung gestellten Grundstück Ecke Mandlstraße/Gunezrainerstraße erfolgen.
Der finale Akt auf dem Weg hin zur Katholischen Akademie in der heute existierenden Form geschah am 15. März 1962, als die Frühjahrskonferenz der bayerischen Bischöfe die Stiftungssatzung der Akademie beschloss und damit rechtlich die „Katholische Akademie in Bayern – Kirchliche Stiftung des öffentlichen Rechts“ errichtete. Einen Monat später genehmigte das Bayerische Staatsministerium für Unterricht und Kultus die Satzung der Akademie, womit diese in Kraft tritt.
Am 29. September 1962 (Michaelstag) wurde das neue Kardinal Wendel Hauses durch Julius Kardinal Döpfner eingeweiht.

## Die Guardini-Bibliothek
Die Akademie verwaltet den literarischen Nachlass des wirkmächtigen Religionsphilosophen und Theologen Romano Guardini und ist dadurch auch verantwortlich für die Herausgabe seiner Werke und die Pflege des Romano-Guardini-Archivs. Zudem beherbergt die Akademie im Schloss Suresnes die Privatbibliothek von Romano Guardini und hat eine Guardini-Studienbibliothek mit einer nahezu vollständigen Sammlung aller internationalen Ausgaben seiner Schriften zusammengetragen, die Wissenschaftlern zu Studienzwecken zugänglich ist.

## Preisverleihungen
Die Akademie vergibt mehrere Preise: 1. seit 1970 den mit 10.000 Euro dotierten Romano-Guardini-Preis für Persönlichkeiten, die sich im Sinne Guardinis hervorragende Verdienste um die Interpretation von Zeit und Welt auf verschiedenen Gebieten des Lebens erworben haben. 2. seit 1995 den ebenfalls mit 10.000 Euro dotierten „Ökumenischen Preis bei der Katholischen Akademie in Bayern aus der Stiftung Wilhelm und Antonie Gierlichs“ für besonderes Engagement in der Ökumene. Und schließlich 3. zur Förderung des wissenschaftlichen theologischen Nachwuchses den „Preis für Junge Theologie – Kardinal Wetter Preis der Katholischen Akademie in Bayern“ in Höhe von 1.500 €. Zu den Preisträgern aller drei Ehrungen zählen namhafte Persönlichkeiten aus allen Bereichen des gesellschaftlichen Lebens.

## Verein der Freunde und Gönner
Die Gründung des „Vereins der Freunde der katholischen Akademie“ im Jahr 1954 war ein wichtiger Meilenstein im Hinblick auf die Errichtung der Akademie. Sein Nachfolger, der Verein der „Freunde und Gönner der Katholischen Akademie in Bayern e. V.“ ist für die kontinuierliche Förderung der Akademie verantwortlich. Er verfolgt das Ziel, die finanzielle Eigenständigkeit der Akademie mehr und mehr zu steigern.